# El Zorrillal
El Zorrillal är en ort i Mexiko.   Den ligger i kommunen Yehualtepec och delstaten Puebla, i den sydöstra delen av landet, 170 km sydost om huvudstaden Mexico City. El Zorrillal ligger 1 993 meter över havet och antalet invånare är 317.
Terrängen runt El Zorrillal är platt åt sydväst, men åt nordost är den kuperad. Runt El Zorrillal är det ganska glesbefolkat, med 32 invånare per kvadratkilometer. Närmaste större samhälle är Tecamachalco, 17,5 km norr om El Zorrillal. Omgivningarna runt El Zorrillal är en mosaik av jordbruksmark och naturlig växtlighet.